# Caesalpinia mexicana
Mexican holdback ou Mexican bird of paradise (Erythrostemon mexicanus (A. Gray) E. Gagnon & G. P. Lewis; Leguminosae - Caesalpinioideae)
Origem: México
Porte: 3 a 4 m
Copa (formato; diâmetro): arredondada; 4 m
Características das folhas (tamanho; persistência): médias
Floração (coloração; época): amarela; outubro a dezembro
Frutificação (tipo do fruto; época da frutificação): vagem; fevereiro a março
Propagação: sementes escarificadas
Crescimento da planta: rápido
Sinonímia botânica: Caesalpinia mexicana A. Gray, Poinciana mexicana (Gray) Britt. & Rose